# Лука, Василе
Василе Лука (настоящее имя — Ласло Антонович Лука; (8 июня 1898, село Сан-Катольна (Каталина), Трансильвания, Австро-Венгерская империя, теперь жудец Ковасна, Румыния — 27 июля 1963, умер в тюрьме города Аюд, Румынская Народная Республика) — румынский и советский партийный и государственный деятель, подпольщик-революционер, заместитель председателя Черновицкого горисполкома, министр финансов Румынской Народной Республики. Член ЦК Коммунистической партии Румынии. Депутат Верховного Совета СССР 1-го созыва от Черновицкой области (1941—1946).

## Биография

### Молодость
Ласло Лука родился в семье венгерского кузнеца на территории Австро-Венгрии. С детства остался сиротой, воспитывался в детском приюте города Сибиу. С тринадцатилетнего возраста учился на слесаря. До 1915 года работал слесарем-механиком железнодорожных мастерских города Брашова.
С 1915 года— в Австро-Венгерской армии, участник Первой мировой войны. С семнадцатилетнего возраста начал революционную деятельность.
С 1918 года служил добровольцем в венгерской «Национальной гвардии», потом в «Дивизии Сэклера». В 1919 году участвовал в создании Венгерской Советской Республики, служил в Красной армии Венгрии. В 1919 году попал в румынский плен.
С 1919 года работал слесарем-механиком железнодорожных мастерских города Брашова, был одним из профсоюзных деятелей и стал основателем коммунистической партии.
Член Коммунистической партии Румынии с 1922 года.
С 1923 года находился на руководящей подпольной работе в городе Брашове, в 1924 году был назначен секретарем Брашовского жудецого комитета Компартии Румынии.
В 1924 году арестован за распространение нелегального манифеста и осужден на десять лет заключения. Отбыл три года заключения, в 1927 году был освобожден по амнистии.
После выхода из тюрьмы продолжил революционную деятельность среди рабочих нефтяных промыслов и железнодорожников в городе Яссы, организовывал забастовки в Лупени и долине Жиу.
В 1933 году вновь арестован румынскими властями и осужден на двадцать лет заключения. Наказание отбывал пять с половиной лет в тюрьмах Бухареста, Брашова, Яссы, Галаца, Тилишвары, Дофтаны, Крайова и Жилавы, а в 1938 году был освобожден.
Член Центрального Комитета Коммунистической партии Румынии с 1938 года.
В апреле 1940 года перебрался на Буковину и попытался нелегально перейти через румынско-советской границе. Был арестован румынской жандармерией и осужден на восемь месяцев заключения. 28 июня 1940 освобожден из Черновицкой тюрьмы советской властью после присоединения Буковины к СССР.

### Советский период
В августе 1940-июне 1941 года-заместитель председателя Исполнительного комитета Черновицкого городского совета депутатов трудящихся и депутатом Совета Национальностей Верховного Совета СССР.
Участвовал в депортации населения из Буковины в Среднюю Азию. Во время Великой Отечественной войны с 1941 года находился в эвакуации в Москве. Был членом Заграничного бюро Коммунистической партии Румынии. После начала операции Барбаросса Лука принял активное участие в создании румынской секции пропагандистского радио Москвы. Вступил в Красную армию и способствовал формированию румынской просоветской дивизии «Тудор Владимиреску» из числа военнопленных на территории СССР.

### Лидерство
В 1944 году вернулся в Румынию. Был одним из наиболее влиятельных членов ЦК и Бюро ЦК Компартии Румынии. Причислялся к четвёрке высших партийно-государственных руководителей: Георге Георгиу-Деж, Анна Паукер, Теохари Джорджеску, Василе Лука.
5 ноября 1947 — 9 марта 1952 года— министр финансов, вице-премьер-министр (в 1949—1952), председатель Национального банка Румынской Народной Республики. Отстаивал диктатуру пролетариата, проведение коллективизации, возвращение Северной Трансильвании. В ходе внутрипартийной борьбы поддержал Анну Паукер, выступал с критикой Георге Георгиу-Дежа.

### Падение
На пленуме ЦК КП Румынии 1 марта 1952 года был обвинен в «правом уклоне» и в ошибках при планировании экономического развития Румынии.
Лука выражал несогласие с одобренными Москвой финансовой реформой румынского лея и строительство канала Дунай—Чёрное море. После победы Георгиу-Дежа по его приказу Лука был арестован 14 августа 1952 года. В октябре 1954 года состоялся закрытый судебный процесс, на котором Василе Лука был приговорен к смертной казни за экономический саботаж и сотрудничество с королевской спецслужбой Сигуранца. Впоследствии приговор был заменен на пожизненное заключение.
Лука виновным себя не признал и умер в заключении. В 1968 году дело Луки было пересмотрено, Лука был реабилитирован по большинству обвинений.

## Звание
- майор Советской армии
- бригадный генерал Румынской армии